# Melissa (film)
Melissa (nota anche come Secret Sins) è un film del 1995 diretto da Steve Binder